# Restauracionisme
El restauracionisme no és un moviment uniforme en teologia, sinó una onada de moviments amb motius similars que va sorgir als Estats Units i al Canadà durant el segle xix, després del "Segon Gran Despertar". Aquests moviments volien transcendir les denominacions protestants, i restaurar el cristianisme d'acord amb allò que, creien, és el patró original de l'església.
Històricament, el "Segon Gran Despertar" va sorgir el segle xix, motivant els cristians protestants dels Estats Units a una devoció més acusada, i unint les diferents denominacions protestants que aleshores existien. No obstant això, els moviments restauracionistes van creure que els avivaments no havien d'unir les diferents institucions, sinó de restaurar les creences originals que s'havien perdut al llarg de la història.
Els restauracionistes creuen que poc després de la mort de l'últim dels apòstols al segle ii, l'església cristiana va corrompre la doctrina, en allò que s'ha anomenat la "Gran Apostasia". Aquest terme era utilitzat per descriure l'estat degenerat del cristianisme tradicional, raó per la qual cap denominació cristiana existent (catòlica, ortodoxa o protestant) no era la successora legítima de l'església fundada per Jesús, i no podien ser reformades, sinó que era necessària una nova construcció de l'església. Aquesta característica és l'única que comparteixen els moviments restauracionistes, ja que cada moviment va proposar doctrines força diferents entre si.
Per a la resta de les denominacions del cristianisme, els moviments restauracionistes són classificats com a "sectes", és a dir, que no es conformen a la doctrina cristiana ortodoxa. Una excepció, però, és l'Església Adventista del Setè Dia, que des de la segona meitat del segle xx va començar a ser acceptada per diverses denominacions protestants.
Els principals moviments restauracionistes són:
- El Moviment de Restauració de Stone-Campbell
- L'Església de Jesucrist dels Sants dels Últims Dies/Mormonisme
- Els adventistes del setè dia i el Moviment de la Restauració del Sàbat
- Els Testimonis de Jehovà

Altres moviments i doctrines, encara que no completament relacionades en termes d'història, però que promouen una altra concepció del cristianisme restaurat en oposició al corrent de pensament protestant, ortodox i catòlic, són:
- Unitarista (Antitrinitària)
- Universalista

La primera rebutja la doctrina trinitària, considerant Jesús no com a Crist (i per tant els crítics no la consideren part del cristianisme), i la segona promou una doctrina d'inclusió, en què tothom, cristians i no cristians, és a dir, encara que llur creença sigui una de diferent o oposada al cristianisme, seran salvats.